# Lempholemma isidiodes
Lempholemma isidiodes är en lavart som först beskrevs av William Nylander och Johann Franz Xaver Arnold och som fick sitt nu gällande namn av Hugo Magnusson. 
Lempholemma isidiodes ingår i släktet Lempholemma och familjen Lichinaceae. Arten är reproducerande i Sverige.